# Micrathena acuta
Espèce
Synonymes
- Plectana acuta Walckenaer, 1841
- Micrathena alpha Caporiacco, 1947
- Ildibaha inermis Schenkel, 1953

Micrathena acuta est une espèce d'araignées aranéomorphes de la famille des Araneidae.

## Distribution
Cette espèce se rencontre de la Trinité au Nord de l'Argentine,.

## Description
Les femelles mesurent de 5,3 à 7,3 mm et les mâles de 3,9 à 4,0 mm.

## Publication originale
- Walckenaer, 1841 : Histoire naturelle des insectes. Aptères. Paris, vol. 2, p. 1-549 (texte intégral).